# Synagoga w Oszmianie
Synagoga w Oszmianie (biał. Сінагога ў Aшмянах) – bóżnica w Oszmianie, której budowę ukończono na początku XX w. (1902, lub wg. innych źródeł 1912). W 1940 synagogę zamknięto i wykorzystywano jako skład w czasach ZSRR. W 2015 w budynku synagogi uruchomiono salę wystawową Oszmiańskiego Muzeum Krajoznawczego im. F. Boguszewicza.
Została wzniesiona według projektu nieznanego autora przy obecnej ulicy Sowietskaja. Murowana świątynia z czerwonej cegły ma surową prostokątną formę. Jej wysokość wynosi 15,5 m. Przykryta została dachem łamanym, czterospadowym, trzykondygnacyjnym a pokrycie stanowił gont. Takie dachy były powszechnie stosowane w zamkach, pałacach, kościołach i katedrach. Synagogę charakteryzuje minimum wykończeń dekoracyjnych i plastycznych: pilastry, poziome pasy i gzymsy i łukowate zakończenia otworów. Fasadę zdobi nieduży drewniany fronton z wyrzeźbionymi figurami lwów. Zewnętrzną ozdobą są pilastry na rogach i między oknami, a także okrągłe okno nad wejściem.

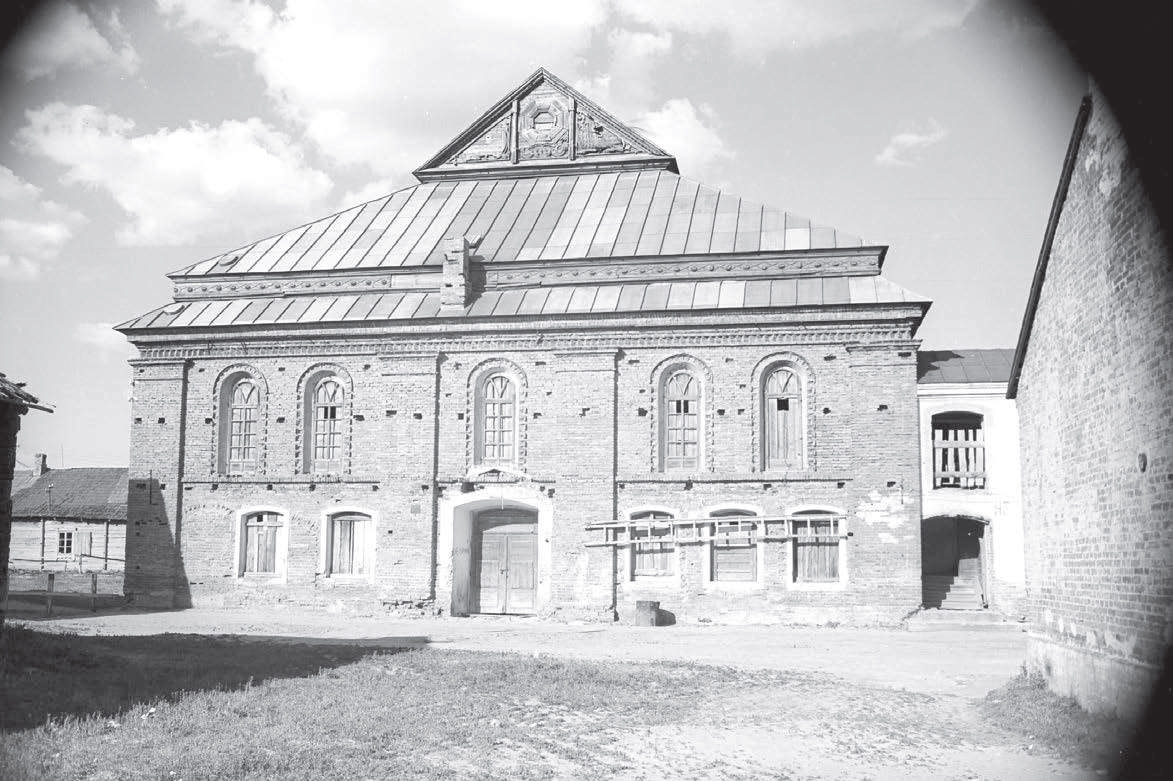
Synagoga (1930)

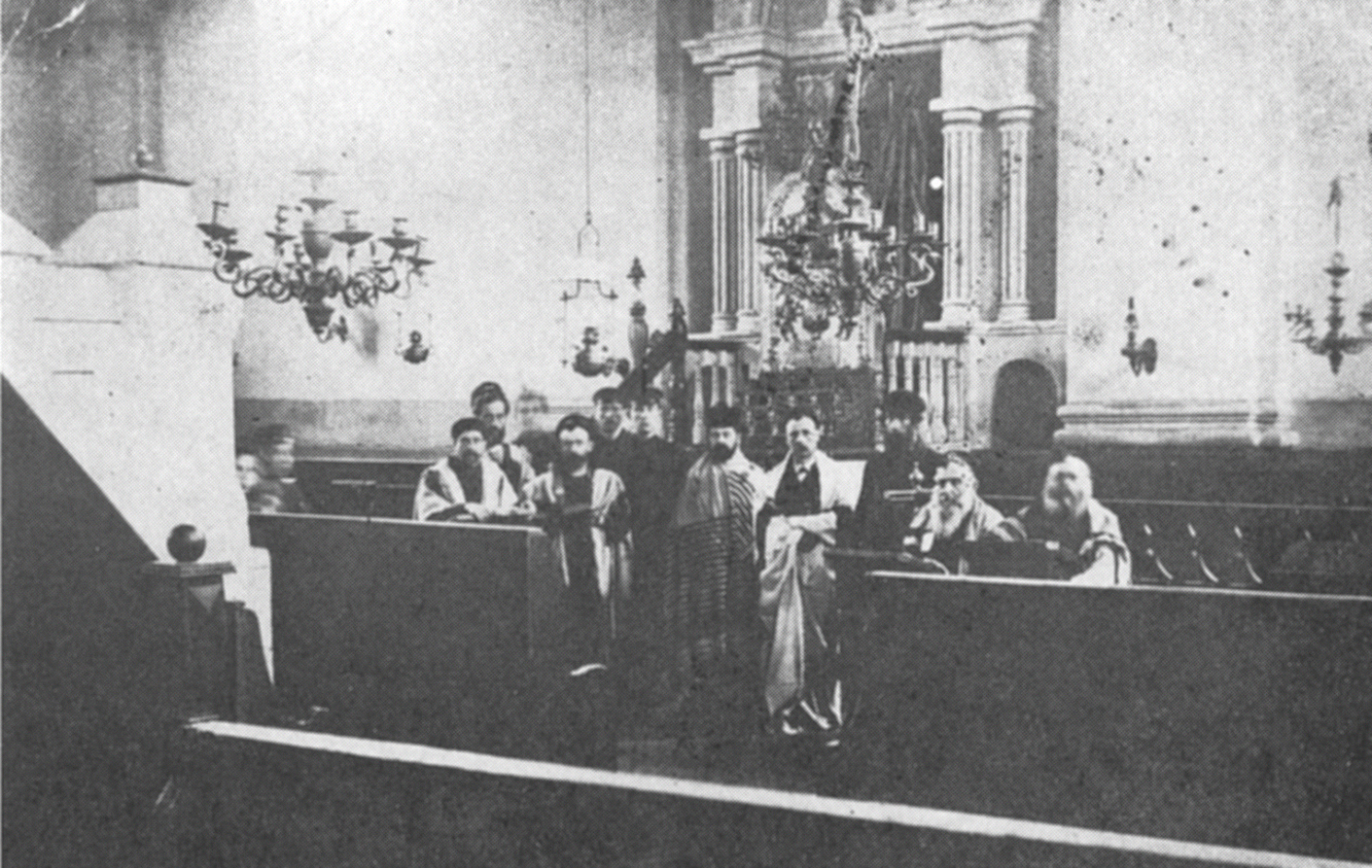
Wnętrze przed 1939

Posiada tradycyjny układ wnętrz powtarzający tradycyjną XVIII wieczną  bożnicę o jednonawowej Sali. Ściany wewnętrzne pomalowane są w ornamenty roślinne. Silne wrażenie wywiera ciemnoniebieski sufit, imitujący gwiaździste niebo. We wnętrzu synagogi zbudowano ośmioboczną drewnianą  kopułę. Charakterystyczne dla niej jest oparcie na prostokącie zamiast kwadracie – kopuła jest minimalnie szersza w jednej z osi. Zdobienie kopuły było stonowane – niebieskie z jasnobrązowymi akcentami na załamaniach. Bima ukazana jest wyłącznie na rzutach synagogi. Jej bryła przedstawiona jest w bardzo uproszczony sposób – nie jest jasne czy synagoga posiadała prostą, kwadratową  Bimę, czy jest to jedynie interpretacja bardziej skomplikowanej formy. Element ten nie zachował się do czasów obecnych ale pominięcie go na rysunkach przekroi może sugerować, że na rzucie przedstawienie  Bimy zostało znacząco uproszczone.
Użytkowana była do wybuchu  II Wojny Światowej a od 1945 znajduje się na terenie  Białorusi i nie pełni funkcji religijnych. Budynek popadł w ruinę a dach zabezpieczono prowizorycznie blachą. Wiele okien zostało zamurowanych a wejście do budynku wybite zostało w miejscu tradycyjnej lokalizacji Aron ha-kodeszu.